# 奥尔桑 (奥德省)
奥尔桑（法語：Orsans）是法国奥德省的一个市镇，属于卡尔卡松区（Carcassonne）方若县（Fanjeaux）。该市镇2009年时的人口为104人。

## 人口
奥尔桑人口变化图示
| 数据来源：INSEE |